# Francisco Relva Pereira
Francisco Manuel Relva Pereira (Coimbra, 18 maart 1960) is een Portugees componist, muziekpedagoog, dirigent en flügelhoornist.

## Levensloop
Relva Pereira begon op 11-jarige leeftijd mee te spelen als 1e flügelhoornist in de Banda Phylarmonica Ançanense te Ançã, een harmonieorkest in de gemeente Cantanhede (Portugal). In 1981 kreeg hij een baan bij het Portugese leger en studeerde harmonie, muziekgeschiedenis, muziektheorie, instrumentatie, transcriptie, solfège en dirigeren aan de militaire muziek-academiën.
Hij werd dirigent van achtereenvolgens de Banda de Música do RIP te Porto, Banda de Música do RIT te Tomar en de Banda do Exército te Queluz. Hij woonde lange tijd in de regio van Coimbra en is tegenwoordig nog dirigent van het militaire muziekkorps te Porto. Daarnaast is hij in het civiele leven in de regio als dirigent werkzaam, zoals bij het Orquestra da Escola de Música de Ançã, het Orquestra Ligeira da Região Militar do Centro, het Orquestra Ligeira do Casino da Figueira da Foz, het Orquestra da Broadway em Coimbra en bij het Grande Orquestra do Casino da Figueira da Foz. Relva Pereira zit ook in de muziekcommissie van de regionale federatie Federação de Filarmónicas do Distrito de Coimbra.
Verder werkt hij als muziekpedagoog aan het Conservatório de Música de Coimbra, als artistieke directeur van het ensemble Grupo Típico de Ançã en van de Típica da Associação Académica de Coimbra. Hij was een van de medeoprichters van de Trombone de Varas do Grupo de Metais de Coimbra.
Van 1984 tot 1998 was hij dirigent van de Banda Phylarmonica Ançanense te Ançã en van begin 2003 tot maart 2006 van de Banda Filarmónica Ressurreição de Mira. Sinds 1985 is hij dirigent van de Sociedade Musical Recreativa, Instrutiva e Beneficente Santanense te Santana (Figueira da Foz) en vanaf 1998 van de Banda Filarmónica Fraternidade Poiarense de Vila Nova de Poiares.
Hij is lid van de Portugese federatie van auteurs en componisten (Sociedade Portuguesa de Autores e Compositores).
Als componist schrijft hij werken voor harmonieorkest.

## Composities

### Werken voor harmonieorkest
- Malhões de Mira
- O Apito da Manhã
- Santana Nova Freguesia, Marcha
- Visita a Poiares, Marcha de Concerto[1]